# Quinn Fuller
Quinn Fuller is een personage uit de Amerikaanse soapserie The Bold and the Beautiful (in Vlaanderen uitgezonden onder de titel Mooi en Meedogenloos). De rol wordt gespeeld door actrice Rena Sofer, die sinds 2013 in de serie zit.

## Personage
Quinn komt in 2013 in de serie als de moeder van Wyatt Spencer, die ze ooit had gekregen met Bill Spencer Jr. Ze heeft een eigen juweliersbedrijf en komt zo ook in contact met de Forresters. Quinn komt al snel bekend te staan als de slechterik in de soapserie. Ze gaat met meerdere getrouwde mannen naar bed. Ze ontvoert ook Liam, maar trouwt wel met Eric Forrester in 2016. In de jaren erna gaat ze veelvoudig vreemd, maar het huwelijk houdt stand. In 2020 koppelt ze haar vriendin Fullon aan Ridge Forrester, om zo Ridge en Brooke uit elkaar te krijgen. Dat lukt, maar ze komen er achter dat Quinn erachter zat. Dit leidt tot het begin van het einde van haar huwelijk met Eric die terugkeert naar zijn ex-vriendin Donna Logan. Quinn heeft nog geprobeerd om haar uit het bedrijf te werken, maar lang duurde dat niet. Ze krijgt gevoelens voor familievriend Carter Walton die zelf teleurstellende relaties achter de rug heeft met de zussen Zoe en Paris en zijn baan als operationeel directeur op het spel dreigt te zetten. Maar net op het moment dat ze een stel worden gaat het mis door onoverbrugbare verschillen; Quinn vertrekt met de noorderzon en laat Carter achter met een gebroken hart.